# Trichomma cheesmanae
Trichomma cheesmanae är en stekelart som beskrevs av Ian D. Gauld 1978. Trichomma cheesmanae ingår i släktet Trichomma och familjen brokparasitsteklar. Inga underarter finns listade i Catalogue of Life.